# Czynność pomyłkowa
Czynność pomyłkowa (freudowska pomyłka) – pomyłka pojawiająca się najczęściej w wypowiedzi (przejęzyczenie), w działaniu lub zapominaniu, będąca, zdaniem Freuda, wynikiem mimowolnego oddziaływania treści zepchniętych do nieświadomości.
Zjawisko to (Fehlleistung, parapraxis) opisał i zdefiniował austriacki neurolog i psychoanalityk Zygmunt Freud w swojej pracy Psychopatologia życia codziennego.
Według psychoanalizy takie pomyłki mają być spowodowane nieświadomymi, zablokowanymi motywacjami (w szczególności seksualnymi; zob. życzenie), które mimo woli wychodzą na światło dzienne. Freud uważał, że czynność pomyłkowa jest jednym z głównych przejawów myśli nieświadomych (obok: marzenia sennego, dowcipu i symptomu). Pomyłka powinna być interpretowana jako przejaw nieświadomego życzenia.
Definicja czynności pomyłkowej została następnie rozwinięta przez francuskiego psychiatrę i psychoanalityka Jacques’a Lacana, który przy wykorzystaniu pojęć, odkrytych przez francuskich językoznawców (głównie Ferdinanda de Saussure'a), znaczącego i znaczonego, proponuje interpretację pomyłki na zasadzie przejawu dwóch znaczących (słowa, które osoba chciała wypowiedzieć i słowa, które wypowiedziała).